# Juris Podnieks
Juris Podnieks (* 5. Dezember 1950 in Riga, Lettland; † 23. Juni 1992) war ein lettischer Filmregisseur und Filmproduzent.

## Leben
Juris Podnieks schloss 1975 an der bekannten Filmschule WGIK der Sowjetunion ab und arbeitete danach am Filmstudio Riga, zunächst als Kameraassistent und Kameramann. 1979 wurde er Regisseur.
Podnieks’ erster Film Wiege gewann am Leipziger Filmfestival einen Preis, 1981 errang sein Film Die Gebrüder Kokar den ersten Platz am Jugendfestival in Kiew. Im gleichen Jahr wurde ein Dokumentarfilm mit den Erinnerungen lettischer Gewehrschützen des Ersten Weltkriegs mit dem lettischen Preis des Komsomol und am 17. Allunionsfestival in Leningrad geehrt. Dieser Film machte Podnieks innerhalb der Sowjetunion bekannt.
Internationale Bekanntheit erlangte er dank des Films Vai viegli būt jaunam? (Ist es leicht, jung zu sein?), der 1986 veröffentlicht wurde. In diesem kamen Jugendliche zu Wort, die auf der Rückkehr von einem Konzert der Rockband Pērkons in Ogre zwei Zugabteile verwüsteten und später deshalb vor Gericht standen. Der Film zeigte ihren Alltag, ihre Gedankenwelt und Beweggründe und erreichte in der UdSSR und weltweit hohe Zuschauerzahlen.
Während des Auflösungsprozesses der Sowjetunion arbeitete Podnieks mit dem britischen Fernsehen zusammen und lieferte diesem aus erster Hand einen Blick auf die Ereignisse. Während der drei Jahre seiner Zusammenarbeit mit den Briten filmte Podnieks eine fünfteilige Dokumentation mit dem Titel Hello, do you hear us?. Sie zeigte Unruhen in Usbekistan, Überlebende des Erdbebens in Armenien, einen Streik von Arbeitern in Jaroslawl und die Rückkehr ehemaliger Bewohner nach Tschernobyl. Der erste Teil dieser Reihe gewann einen Prix Italia.
Später drehte Podnieks Filme über die Unabhängigkeitsbestrebungen in Lettland, Litauen und Estland. Sein Film Um Freiheit zu singen behandelte die Liederfeste in diesen Ländern, an denen von Massenchören erstmals wieder volkstümliche Lieder gesungen wurden, die zuvor 50 Jahre lang von den sowjetischen Behörden verboten gewesen waren. Während der Dreharbeiten zu einem Nachfolgefilm über die „Singende Revolution“ gerieten Podnieks und sein Team am 20. Januar 1991 während des Sturms von sowjetischen Spezialtruppen auf das Innenministerium in Riga in den Kugelhagel. Sein langjähriger Freund Andris Slapiņš wurde getötet, auch Gvido Zvaigzne, ein anderer Mitarbeiter und Freund erlitt tödliche Verletzungen, Podnieks wurde zusammengeschlagen. Die Szene mit dem sterbenden Slapiņš wurde auf Video aufgenommen und als Anhang zu Um Freiheit zu singen gezeigt. Später diente sie als Einleitung zu einer überarbeiteten Fassung des Films.
Juris Podnieks starb am 23. Juni 1992 bei einem Tauchunfall.